# Elektra Records
Elektra Records — американский лейбл звукозаписи, приобретённый компанией Warner Music Group. В 2004 году был объединён с Atlantic Records Group, также принадлежащим WMG. После пяти лет бездействия лейбл был возрождён компанией Atlantic Records в 2009 году.

## История

### Начало
Elektra был создан в 1950 году Джеком Хольцманом и Полом Рикхольтом, каждый из которых вложил в дело по $300. В качестве названия было взято изменённое традиционное написание имени героини древнегреческой мифологии Электра (в английском языке её имя пишется как «Electra»), что Хольцман позднее во всеуслышание объяснял: «Я дал ей ‘K’, которого мне не хватало.»
Первым лонгплеем Elektra стал «New Songs» («Новые песни») (EKLP 1 выпущен в марте 1951), представлявший собой сборник лидов (немецких романсов) и схожих арт-песен, который разошёлся всего лишь несколькими копиями. В 50-е и начале 60-х лейбл занимался в основном изданием фолк-музыки, выпустив несколько хорошо продаваемых альбомов Джуди Коллинз и певцов протеста, таких как Фил Оукс и Том Пэкстон, но к середине 60-х поп-музыка выделилась в отдельное направление, а лейбл получил таким образом значительный авторитет на музыкальной сцене как один из первых лейблов, заключивший контракты с ведущими исполнителями новой волны американского психоделического рока 1966-67 годов. Самыми значительными контрактами лейбла были контракты с чикагской Paul Butterfield Blues Band (с участием Майкла Блумфилда), лос-анджелесскими группами Love и The Doors, а также детройтскими группами The Stooges и MC5. Одним из наиболее значимых лос-анджелесских исполнителей Elektra был Тим Бакли, будущий отец Джефа Бакли.
Также в 1967 году Elektra запустила нашумевшую серию Nonesuch Explorer Series, ставшую одной из первых коллекций музыки, которую теперь называют этнической. Отрывки из нескольких записей Nonesuch Explorer позднее были представлены на двух золотых пластинках «Вояджера», отправленных в открытый космос в 1977 году на борту космических аппаратов Вояджер-1 и Вояджер-2.
Elektra также занималась выпуском чрезвычайно популярной бюджетной классической серии Nonesuch, которая стала наиболее продаваемой классической бюджетной серией своей эпохи. Прочие лейблы также начали выпуск собственных бюджетных серий, но серия Nonesuch продолжала оставаться самой популярной, а Джек Хольцман в своей книге утверждал, что прибыль от продаж бюджетной классической серии позволила Elektra экспериментировать со своими поп-релизами.

### Слияние с Asylum Records
Elektra, вместе со своим дочерним подразделением Nonesuch Records, было приобретено компанией Kinney National Company в 1970 году. Вскоре после этого Kinney объединил все лейблы холдинга под вывеской Warner Communications. Хольцман оставался в команде Elektra до 1972 года, когда произошло слияние с Asylum Records, в результате чего появился лейбл Elektra/Asylum Records; основатель Asylum, Дэвид Джеффен, возглавил объединённый лейбл. Хольцман, тем временем, был назначен старшим вице-президентом и директором по технологиям в Warner, что ознаменовало собой выход компании на рынок домашних видеосистем и первых развлекательных кабельных систем. Также Хольцман принял участие в развитии Discovery Records. В 1975 году Джеффен оставил пост из-за проблем со здоровьем. Он был заменён Джо Смитом, который впоследствии стал генеральным директором Capitol Records.
Несмотря на то, что компания на документах технически обозначалась как «Elektra/Asylum Records», прошедшие годы с момента основания компании взяли своё: в компании продолжали неофициально именоваться Elektra Records (а Asylum рассматривался как дочернее подразделение). В 1982 году Elektra создала дочерний лейбл Elektra/Musician для выпуска джаза. На следующий год Боб Краснов стал президентом и генеральным директором Elektra; под его руководством лейбл достиг пика своего коммерческого успеха на протяжении оставшейся части 1980-х и вплоть до середины 1990-х.

### Elektra Entertainment Group
В 1989 году компания официально изменила название на Elektra Entertainment. Краснов был заменён Сильвией Роун, которая в 1994 году была назначена генеральным директором; в том же году лейбл стал называться Elektra Entertainment Group. В это время Elektra развивала отношения с британским лейблом 4AD Records, став североамериканским дистрибьютором групп, подписанных на 4AD, как например, Pixies, The Breeders, Френк Блэк и The Amps. В конечном счёте это привело к тому, что родственный Elektra лейбл «Warner Strategic Marketing» подписал контракт на эксклюзивную американскую дистрибуцию почти всех изданий «4AD» на период с 1992 по 1998 год.
Несмотря на наличие большого числа известных групп, 1990-е годы выдались весьма трудными для лейбла, у Elektra начался резкий спад доходов одновременно со значительным падением позиций в хит-парадах. Помимо этого лейбл заработал себе весьма негативную репутацию в индустрии из-за плохо организованной рекламы многих своих выпусков, даже получил прозвище «Neglectra» от многих групп. В итоге, лейбл остался далеко позади своих родственных лейблов, Warner Bros. Records и Atlantic Records.

### Поглощение лейблом Atlantic Records
В феврале 2004 года Warner Music Group была продана Time Warner группе частных инвесторов, состоящей из «Thomas Lee Partners», Bain & Company и Эдгара Бронфмана-младшего (исполняющий обязанности генерального директора).
В поисках способа защитить свои вложения, новые владельцы WMG решили объединить «Elektra» и «Atlantic Records». Так как «Elektra» из двух данных лейблов был меньшим, то сделки «Elektra» составили 40 % операций новой компании, а остальные 60 % — сделки «Atlantic». Как следствие, новая компания стала называться «Atlantic Records Group», а «Elektra» был выделен в дочернее подразделение, который оставался бездействующим вплоть до своего возрождения в 2009 году.
Каталог Elektra продолжил переиздаваться лейблом Rhino Records, который в ноябре 2006 года выпустил 5-дисковый набор, представлявший собой компиляцию песен различных исполнителей и озаглавленный Forever Changing: the Golden Age of Elektra Records 1963—1973 (с англ. «Вечно меняющийся: золотая эпоха „Электра рекордс“ 1963—1973»).

### Возрождение
«Atlantic Records Group» объявила о возрождении лейбла «Elektra Records» 1 июня 2009. Во главе возрождённого лейбла стали два новых сопрезидента: Майк Карен, исполнительный вице-президент A&R в «Atlantic Records», и Джон Джени, основатель и президент известного инди-лейбла Fueled by Ramen. Лейбл продолжил свою деятельность в составе «Atlantic Records Group».